# Hannah Emily Anderson
Hannah Emily Anderson (Winnipeg, 1 september 1989) is een Canadees actrice. Ze speelde onder andere in de horror-film Jigsaw en de televisieserie The Purge.

## Biografie
Anderson werd geboren in Winnipeg in de Canadese staat Manitoba. Ze studeerde af aan de George Brown Theatre School in Toronto. In 2017 had Anderson haar eerste grote rol te pakken in de horror-film Jigsaw, de achtste film in de filmreeks. Ze speelde het personage Eleanor Bonneville, de assistente van Logan Nelsen gespeeld door Matt Passmore met een fascinatie voor Jigsaw. De film werd uitgebracht in 2017, leverde $103 miljoen op maar kreeg vooral negatieve reviews. Datzelfde jaar werd Anderson gecast in de film What Keeps You Alive, opnieuw samen met Brittany Allen uit Jigsaw. De film werd uitgebracht in augustus 2018 en werd geprezen door recensenten. Anderson werd in april 2018 gecast als het personage Jenna Betancourt in de televisieserie The Purge, gebaseerd op de gelijknamige film. De serie had twee seizoenen en werd gecanceld in mei 2020. In 2022 speelde Anderson het personage Joy in de horror-film Dark Nature. Een jaar later werd ze gecast als Mary in Return to the Silent Hill, de derde film in de Silent Hill filmreeks.

## Filmografie

### Films
| Jaar | Titel                        | Rol                |
| ---- | ---------------------------- | ------------------ |
| 2017 | Love Of My Life              | Kaitlyn            |
| 2017 | Jigsaw                       | Eleanor Bonneville |
| 2018 | What Keeps You Alive         | Jackie / Megan     |
| 2019 | X-Men: Dark Phoenix          | Elaine Grey        |
| 2020 | The Curse of Audrey Earnshaw | Bridget Dwyer      |
| 2022 | Dark Nature                  | Joy                |

### Televisie
| Jaar      | Titel                    | Rol              | Extra         |
| --------- | ------------------------ | ---------------- | ------------- |
| 2012      | The L.A. Complex         | Lezer            | 1 afl.        |
| 2012      | Saving Hope              | Hannah           | 1 afl.        |
| 2013      | Republic of Doyle        | Margot           | 1 afl.        |
| 2014      | Lizzie Borden Took an Ax | Bridget Sullivan | Televisiefilm |
| 2014      | Reign                    | Rowan            | 2 afl.        |
| 2014-2015 | Lost Girl                | Persephone       | 2 afl.        |
| 2016      | Gangland Undercover      | Sarah Jane       | Seizoen 2     |
| 2016      | Shoot the Messenger      | Chloe Channing   |               |
| 2017      | Girls Night Out          | Rebecca          | Televisiefilm |
| 2018      | The Purge                | Jenna Betancourt | Seizoen 1     |
| 2021      | My Father's Other Family | Rose McHendry    | Televisiefilm |